# Personen, die zu Lebzeiten auf einer Briefmarke des Deutschen Reiches abgebildet wurden

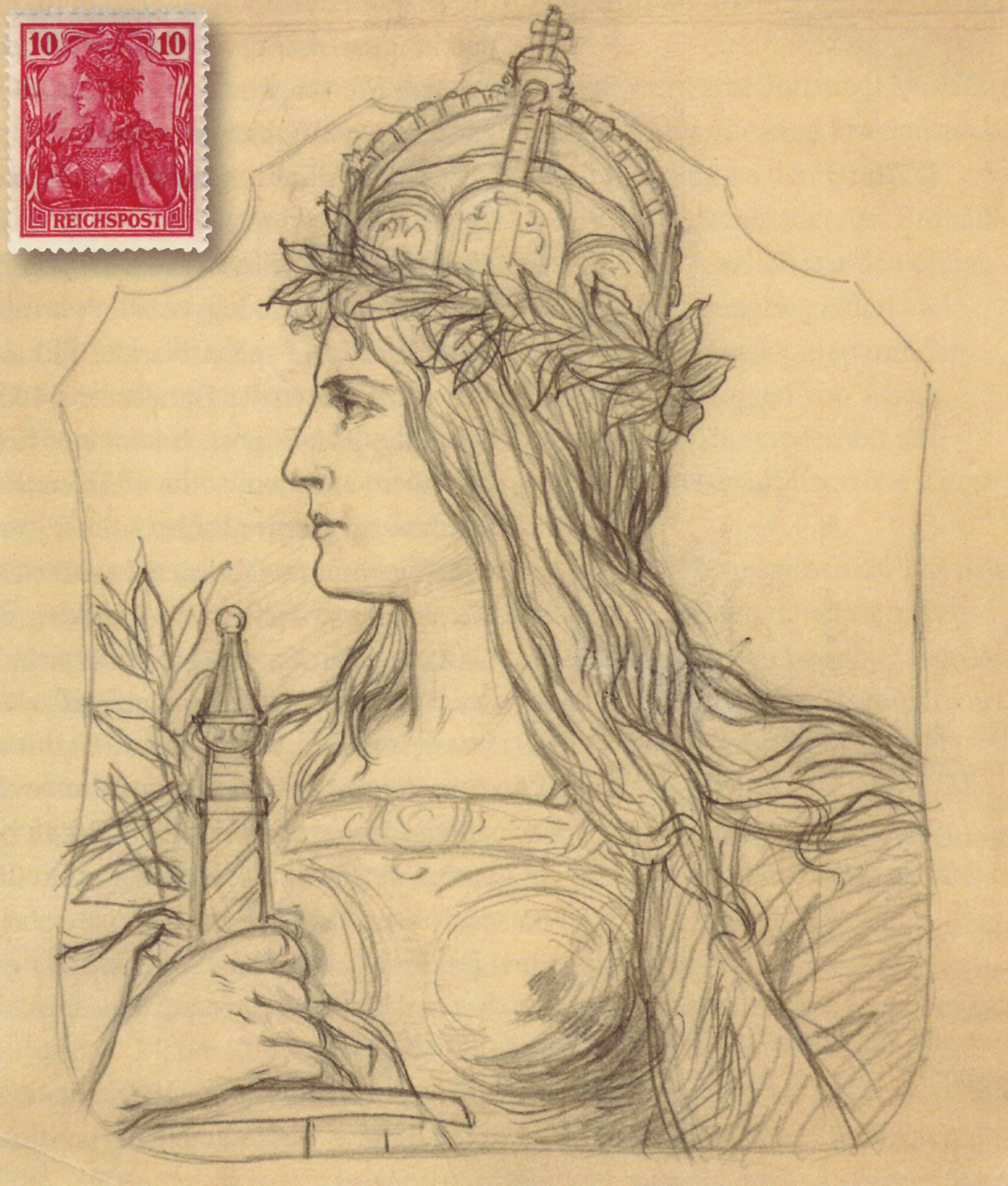
Originalskizze von Paul Eduard Waldraff zur Gestaltung der Germania-Marke. Bei der zusätzlich abgebildeten Briefmarke handelt es sich um Michel-Nummer: 56b von 1900

Diese Liste gibt eine Übersicht über diejenigen Personen, die zu Lebzeiten auf einer Briefmarke des Deutschen Reiches abgebildet wurden.
Der „Tradition“ der Altdeutschen Staaten folgend, gab es auch bei der Reichspost beziehungsweise im Deutschen Reich nur Briefmarken, die das jeweilige Staatsoberhaupt zeigten. Um jedoch die Übernahme des bayrischen und württembergischen Postwesens zu erleichtern, wurde mit dem Jahreswechsel  auf 1900 eine neutrale Abbildung der nationalen Identifikation gesucht und in der Nationalallegorie Germania gefunden. Hierfür stand die Schauspielerin Anna Führing Modell; ihr Bild war als Germania-Briefmarke zwischen 1900 und 1922 präsent.

## Markenlisten

### Deutsches Reich bis 1945
Im Deutschen Reich erschienen ebenfalls zu Lebzeiten nur Marken von Kaiser Wilhelm II. (ab 1900, teilweise gültig bis 1922). Dieser war allerdings mehr Beiwerk als Hauptmotiv der beiden Briefmarken. Erst für Paul von Hindenburg gab es ab 1927 eine eigene Briefmarkenserie, welche nach dessen Tod mit schwarzem Trauerrand versehen wurde. Adolf Hitler wurde erstmals an seinem 48. Geburtstag (1937) auf einer Briefmarke abgebildet. Von da an erschien alljährlich mindestens eine Marke, meist kurz vor dem „Führergeburtstag“. Eine Dauermarkenserie mit seinem Konterfei gab es erstmals am 1. August 1941. In den besetzten Gebieten wurden ebenfalls eigene Marken mit dem Konterfei von Hitler herausgebracht. Als Staatsgast wurde Benito Mussolini neben Hitler am 30. Januar 1941 auf einer deutschen Marke abgebildet.
Darüber hinaus gab es zwei Postkarten mit einem aufgedruckten Wertstempel, dessen Bild nie auf einer selbständigen Briefmarke erschienen ist: zum einen die Sonderkarte vom 29. Januar 1934, die Hitler und Hindenburg gemeinsam zeigt, zum anderen die am 25. August 1939 erschienene Sonderkarte zum Reichsparteitag, die als Motiv Hitler vor der Hakenkreuzfahne zeigt.
Zusätzlich gab es in den sogenannten Deutschen Besetzungsausgaben in Böhmen und Mähren und im Generalgouvernement eigene Markenmotive, die Hitler zwischen dem 53. und 55. Geburtstag und mit je einer Dauermarkenserie beziehungsweise Sondermarken abbildet.
| Bild | Person | Ausgabeanlass | Ausgabedatum                                                         | Mi.-Nr.                                               |
|      | Kaiser Wilhelm II.                                                                                              | Teil der Serie: Repräsentative Darstellungen des Deutschen Kaiserreichs Hier: Kaiser Wilhelm II. auf Pferd vor Nationaldenkmal für Wilhelm I.  | Inschrift: Reichspost: 2. August 1900 Deutsches Reich: 20. März 1902 | 65, 80, 96 A+B,                                       |
|      | Kaiser Wilhelm II. und viele weitere Persönlichkeiten, wie beispielsweise Minister Karl Heinrich von Boetticher | Teil der Serie: Repräsentative Darstellungen des Deutschen Kaiserreichs Hier: Reichsgründungsgedenkfeier im weißen Saal des Berliner Schlosses | Reichspost: 14. Dezember 1900 Deutsches Reich: 20. März 1902         | 66, 81, 97 A+B                                        |
|      | Paul von Hindenburg                                                                                             | Reichspräsident 80. Geburtstag Wohltätigkeitsausgabe für die Deutsche Nothilfe                                                                 | 26. September 1927                                                   | 403–406                                               |
|      | Paul von Hindenburg                                                                                             | Dauermarkenserie: Reichspräsidenten | 1. September 1928 bis Januar 1932                                    | 411, 414, 416, 418, 420, 422, 437, 444, 445, 454, 466 |
|      | Paul von Hindenburg                                                                                             | Reichspräsident Dauermarkenserie: Hindenburg-Medaillon                                                                                         | 1. Oktober 1932 bis 1933                                             | 467–473, 482–495, 512–528,                            |
|      | Adolf Hitler | 48. Geburtstag | 5. April 1937                                                        | 646 Block 7                                           |
|      | Adolf Hitler | 1. Nationale Briefmarkenausstellung in Berlin                                                                                                  | 16. April 1937                                                       | 647 Block 8                                           |
|      | Adolf Hitler | Kulturförderung | 10. Juni 1937                                                        | 648 Block 9                                           |
|      | Adolf Hitler | 9. Reichsparteitag 1937 | 3. September 1937                                                    | 650 Block 11                                          |
|      | Adolf Hitler | 49. Geburtstag 10. Reichsparteitag | 13. April 1938 1. September 1938                                     | 664 672                                               |
|      | Adolf Hitler | 50. Geburtstag, Hitler in Braunau am Inn | 13. April 1939                                                       | 691                                                   |
|      | Adolf Hitler | Tag der nationalen Arbeit Reichsparteitag | 28. April 1939 25. August 1939                                       | 694 701                                               |
|      | Adolf Hitler | 51. Geburtstag | 10. April 1940                                                       | 744                                                   |
|      | Benito Mussolini und Adolf Hitler                                                                               | Deutsch-italienische Waffenbrüderschaft | 30. Januar 1941                                                      | 763                                                   |
|      | Adolf Hitler | 52. Geburtstag | 17. April 1941                                                       | 772                                                   |
|      | Adolf Hitler | Reichskanzler Adolf Hitler | 1. August 1941 bis 1944                                              | 781–802, 826, 827                                     |
|      | Adolf Hitler | 53. Geburtstag | 13. April 1942                                                       | 813                                                   |
|      | Adolf Hitler | 54. Geburtstag | 13. April 1943                                                       | 844–849                                               |
|      | Adolf Hitler | 11. Jahrestag der Machtergreifung | 29. Januar 1944                                                      | 865                                                   |
|      | Adolf Hitler | 55. Geburtstag | 14. April 1944                                                       | 887                                                   |

Wertstempel auf Ganzsachen, die nicht als eigenständige Briefmarken erschienen sind:
| Bild | Person                               | Beschreibung | Werte in Pfennig             | Ausgabe- datum  | gültig bis        | Mi.-Nr. |
|      | Paul von Hindenburg und Adolf Hitler | Sonderkarte zur Erinnerung an den Tag der Machtergreifung durch Hitler Hindenburg und Hitler. Entwurf: unbekannt.                                  | 6                            | 29. Januar 1934 | 31. Dezember 1935 | P 250   |
|      | Adolf Hitler                         | Sonderkarte (Festpostkarte) zum „Reichsparteitag des Friedens“ Auf der Rückseite ist das Abzeichen des Parteitages angebracht. Entwurf: unbekannt. | 6 (Verkaufspreis 25 Pfennig) | 25. August 1939 | 31. Dezember 1940 | P 282   |

Beispiel für lebende Personen, die symbolisch für Ereignisse stehen:
| Bild | Person     | Beschreibung                                                | Werte in Pfennig | Ausgabe- datum | gültig bis        | Mi.-Nr. |
|      | Erich Topp | Aus der Serie Heldengedenktag: U-Boot-Kommandant am Sehrohr | 6+4              | 11. März 1944  | Kapitulation 1945 | 876     |

### Briefmarkenfälschungen der Alliierten während des Zweiten Weltkrieges
Briefmarkenfälschungen der Alliierten:
| Bild | Person           | Herkunft | in Umlauf gebracht | Mi.-Nr.                                             |
|      | Heinrich Himmler | Kriegspropaganda-Fälschung aus Großbritannien | 1943               | (basiert auf Marke 785)                             |
|      | Adolf Hitler     | Kriegspropaganda-Fälschung aus den USA | Herbst 1944        | (basiert auf Marke 788/827)                         |
|      | Hans Frank       | Gefälschte Briefmarke des Generalgouvernements, die die Alliierten hergestellt hatten, um Hitler gegen Frank aufzubringen, da nur Hitlers Bild auf Briefmarken erlaubt war. Wertangabe 20 Złoty. | nicht bekannt      | (basiert auf Marke Generalgouvernement 84 von 1942) |

### Postdienst im Ghetto Litzmannstadt
Eigener Postdienst innerhalb des Ghettos Litzmannstadt:
| Bild | Person          | Ausgabeanlass | Ausgabedatum | Mi.-Nr.                                  |
|      | Chaim Rumkowski | siehe Artikel: Judenpost. Diese Briefmarken wurden bald von den deutschen Behörden verboten und vermutlich größtenteils vernichtet. Philatelistisch gesehen sind die wenigen erhaltenen Briefmarken der deutschen Postgeschichte zuzurechnen, da Litzmannstadt zur Zeit der Ausgabe als Stadt in Deutschland galt. Dies zeigt auch die Wertangabe, da diese in Pfennig und nicht in Złoty, wie im Generalgouvernement verwendet, angegeben ist. | 9. März 1944 | I. und II. 1. Ausgabe III.–V. 2. Ausgabe |